# مقسم البزري
مقسم البزري هي إحدى القرى اللبنانية من قرى قضاء صيدا في محافظة الجنوب.